# Vera Scholz von Reitzenstein
Vera Scholz von Reitzenstein (* 27. März 1924 in Rosenberg, Oberschlesien; † 21. August 2018 in Heidelberg, heimatberechtigt in Basel) war eine Schweizer Bildhauerin und Plastikerin.

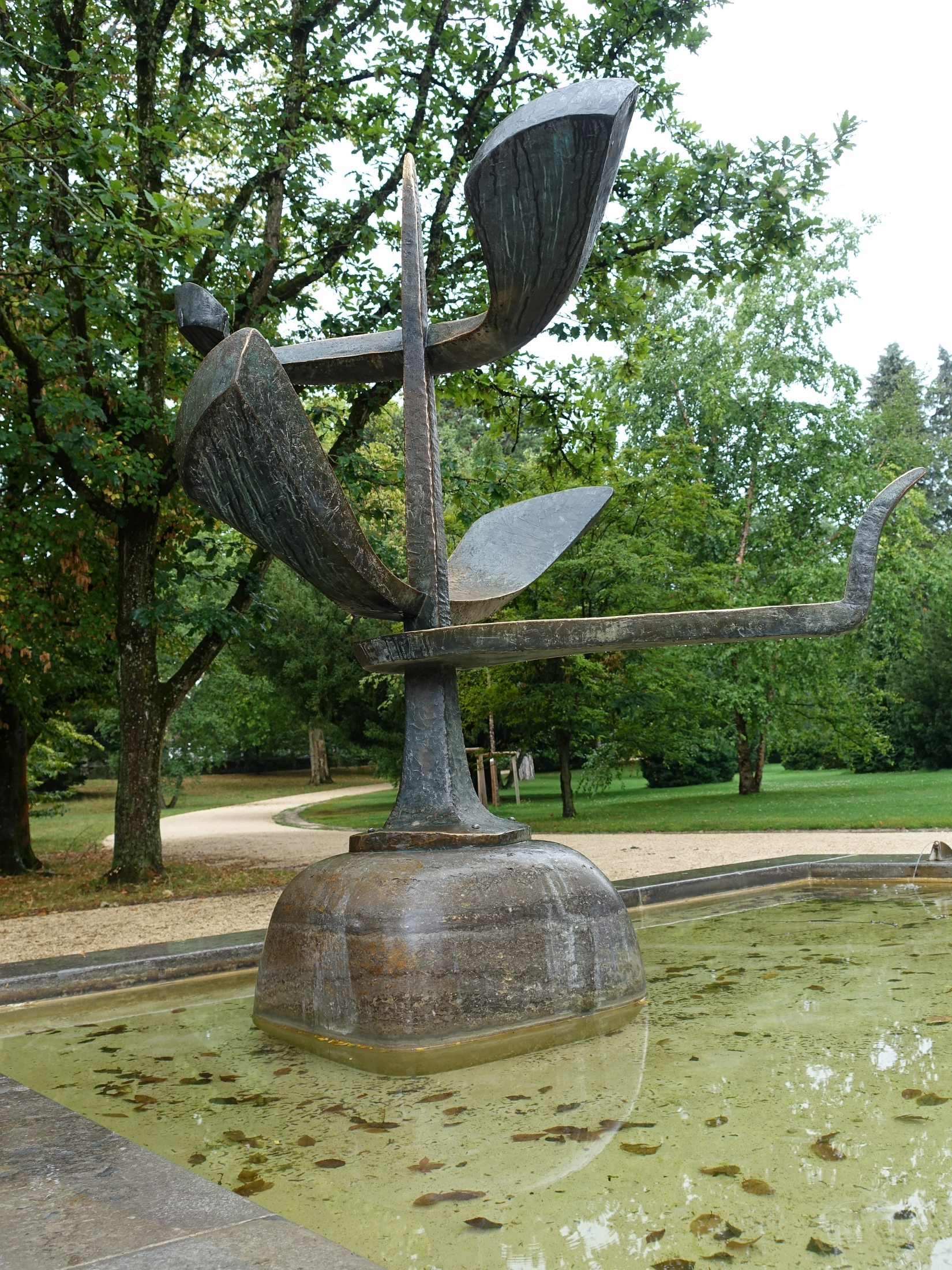
Brunnenplastik (1962) im Kannenfeldpark Basel

## Leben und Werk
Vera Scholz von Reitzenstein wurde in Oberschlesien geboren. 1933 emigrierte sie in die Schweiz und studierte an der Allgemeinen Gewerbeschule Basel.
In Basel beteiligte sie sich an Ausstellungen in der Galerie d’Art Moderne und der Kunsthalle Basel. Es folgten, auch durch den Kunstkredit Basel-Stadt, Aufträge im öffentlichen Raum. So schuf sie 1962 die Brunnenplastik im Kannenfeldpark in Basel.
Vera Scholz von Reitzenstein lebte ab 1965 in Heidelberg und mietete ein kleines Atelier in Handschuhsheim. Als Mitglied der Heidelberger Künstlergruppe nahm sie an vielen Ausstellungen teil. So stellte sie 2004 mit dem Heidelberger Radierer Gotthard Glitsch im Kurpfälzischen Museum Heidelberg ihre Skulpturen aus. Die Stadt erwarb mehrere ihrer Arbeiten.

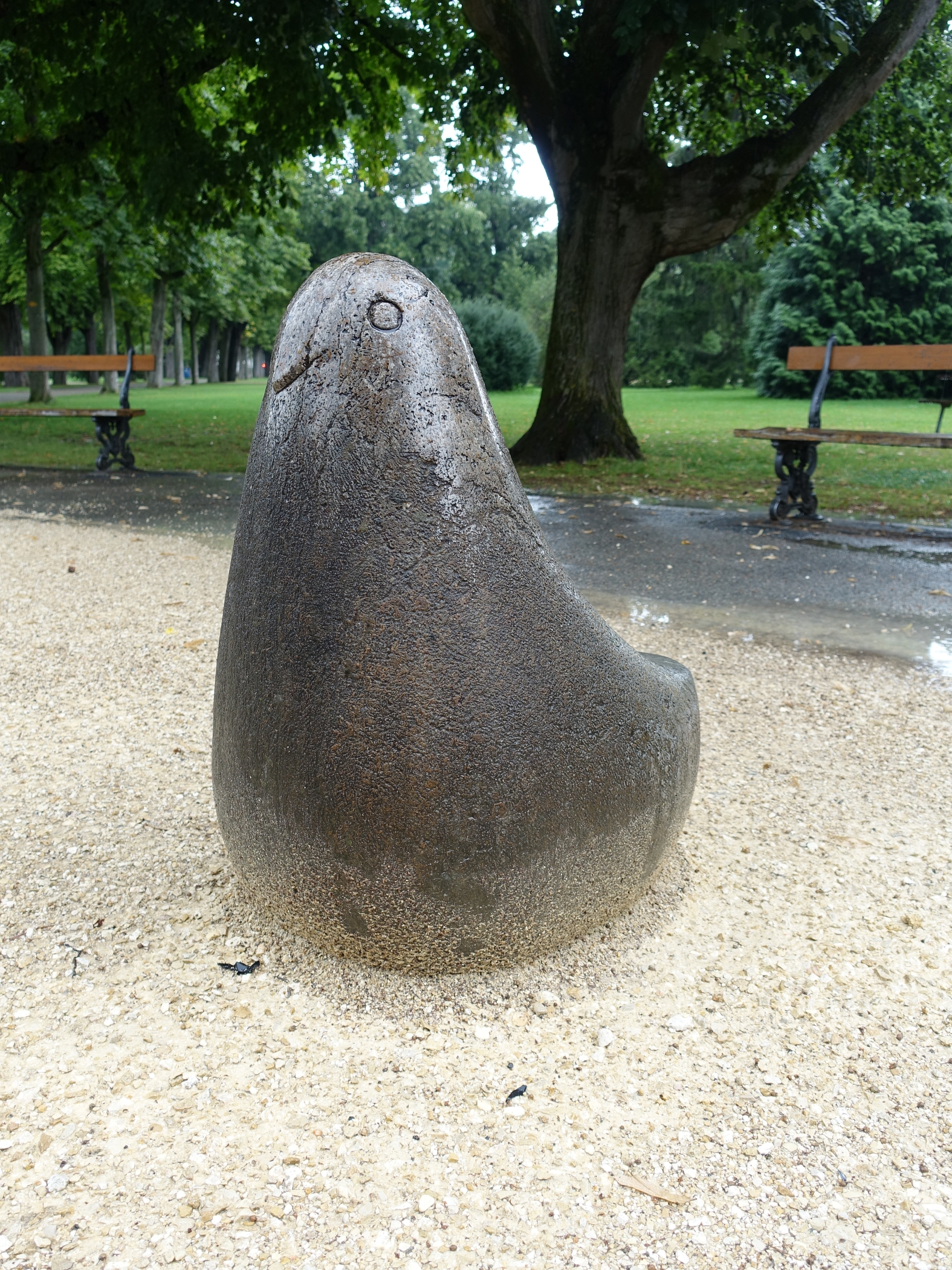
Vogel-Plastik (1957) im Kannenfeldpark Basel

Als im Alter ihre Kräfte nicht mehr ausreichten, um Marmor zu bearbeiten, begann Vera Scholz von Reitzenstein, geometrische Formen auf Papier zu entwerfen, um daraus Modelle für Wandobjekte in einer Schreinerei anfertigen zu lassen. Sie fügte diese unterschiedlichen Module auf immer neue Weise zusammen und bemalte sie in verschiedenen Farben. Das Ergebnis war eine Ausstellung in der Heidelberger Stadtbücherei zur Verleihung des Willibald-Kramm-Preises 2012.